# Turn It On Again

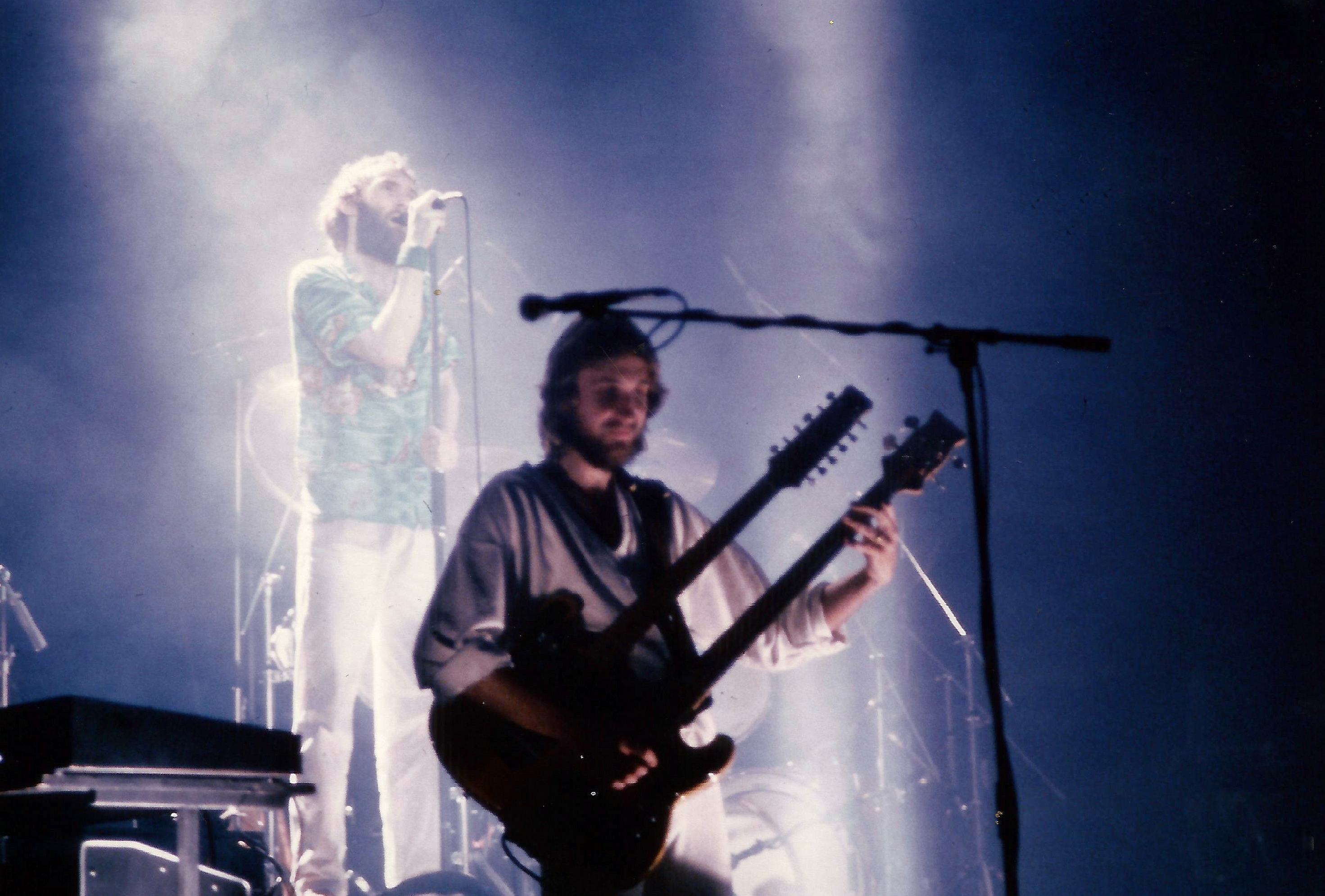
Collins und Rutherford (1980)

Turn It On Again (englisch für „Schalte wieder ein“) ist ein Lied der englischen Rockband Genesis, das auf ihrem Album Duke von 1980 enthalten ist. Der Song, der auch als Single veröffentlicht wurde, erreichte Platz 8 der britischen Singlecharts und war damit der zweite Top-10-Hit der Band.
Der Text von Mike Rutherford handelt von einem Mann, der nichts anderes tut, als fernzusehen. Er ist besessen von den Menschen, die er im Fernsehen sieht, und glaubt, dass sie seine Freunde sind.

## Musik
Turn It On Again wurde aus Überbleibseln von Projekten der einzelnen Mitglieder zusammengestellt: Die zweite Strophe war von Tony Banks’ Soloalbum A Curious Feeling übriggeblieben: „Wir haben [Rutherfords Riff] – das Stück, das er merkwürdigerweise nicht auf Smallcreep's Day verwendet hat – mit dem Stück kombiniert, das ich auf A Curious Feeling nicht verwendet habe, und haben diese beiden Teile zusammengefügt. Wir haben es viel rockiger gemacht; beide Stücke wurden viel rockiger. Mein Teil war ein bisschen epischer, und Mikes Teil war ein bisschen langsamer und ein bisschen mehr Heavy Metal. Und dann gab Phil ihm einen viel geradlinigeren Schlagzeugpart.“
Der Song hat eine komplexe Rhythmik, die für Popmusik untypisch ist. Die Strophe/Refrain-Abschnitte wechseln zwischen den Taktarten, 6/4 und 7/4 (zusammen 13/8), die Intro- und Bridge-Abschnitte in 4/4 und 5/4. Das Lied – hauptsächlich von Rutherford geschrieben, mit Hilfe von Phil Collins – war ursprünglich viel langsamer. Rutherford erklärt auf der Songbook-DVD, dass er sich der rhythmischen Komplexität nicht bewusst war: „Phil sagte zu mir: 'Ist dir klar, dass es in 13/8 ist?' und ich sagte: 'Was meinst du damit...? Es ist in 4/4, oder?' 'Nein, es ist 13/8.“
Collins sagte: „Man kann nicht dazu tanzen. Man sieht ab und zu Leute, die versuchen, dazu zu tanzen. Sie kommen auf den Off-Beat, aber wissen nicht, warum.“

## Besetzung
- Phil Collins – Gesang, Hintergrundgesang, Schlagzeug, Percussion
- Tony Banks – Keyboards, Hintergrundgesang
- Mike Rutherford – Gitarre, Basspedal

## Liveversionen
Turn It On Again war immer ein Favorit bei Genesis-Konzerten.
Als 1982 bei der Six of the Best-Show wieder eine Reunion mit Peter Gabriel zusammenkam, spielte Gabriel Schlagzeug und war verwirrt von den Taktarten. Tony Banks sagte: „Es war typisch Peter: ‚Oh, ich kann das spielen.‘ Aber sobald er anfing zu spielen, schaute er sich immer wieder um und sagte: ‚Oh fuck! Turn It On Again‘ macht komische Sachen – es ist wirklich ein Genesis-Song.“
Die 1999 erschienene Kompilation Turn It On Again: The Hits wurde danach benannt, ebenso die erweiterte Neuauflage von 2007, die den Untertitel The Tour Edition trägt.

## Charts und Chartplatzierungen
| ChartsChartplatzierungen       | Höchstplatzierung | Wochen |
| ------------------------------ | ----------------- | ------ |
| Deutschland (GfK)              | 66 (4 Wo.)        | 4      |
| Vereinigtes Königreich (OCC)   | 8 (10 Wo.)        | 10     |
| Vereinigte Staaten (Billboard) | 58 (8 Wo.)        | 8      |